# 皮尔马森斯足球俱乐部
皮尔马森斯03足球俱乐部（德語：FK 03 Pirmasens）是位于德国莱茵兰-普法尔茨州皮尔马森斯的一家足球俱乐部，最早于1903年作为皮尔马森斯体操及体育俱乐部（TV Pirminia Pirmasens）的足球部门成立，并在1914年从中独立，现有名称自1925年起使用。其中“FK”为足球俱乐部的德文缩写，其亦为少数几支名称不受英式术语影响的德国球队。
皮尔马森斯的主场自1921年起便设于茨魏布吕肯大街上的市立体育场（Städtischen Stadion）。该场地在2003年拆除后，球队曾将主场临时转移至许茨兴豪森，直至新建的胡斯特霍尔体育公园于2004年落成后才迁回本市。现时球队在莱茵兰-普法尔茨/萨尔足球高级联赛中作赛。